# Poliopastea nordina
Poliopastea nordina là một loài bướm đêm thuộc phân họ Arctiinae, họ Erebidae.